# Jerzy Marcin Ożarowski
Jerzy Marcin Ożarowski (* 5. April 1685 in Książ Mały; † 11. April 1741) war ein polnischer Staatsmann und General der Kronarmee.

## Leben
Jerzy Marcin war Angehöriger des polnischen Adelsgeschlechts Ożarowski mit Wappen Rawicz. Seiner Eltern waren Bogusław Ożarowski und Teofil, geborene Wiszowatych mit Wappen Roch. Diese waren Calvinisten und starben früh, so dass er Stefan Bobrownicki mit Wappen Doliwa zum Vormund erhielt. Unter dessen Ägide konvertierte er zum Katholizismus und wurde auf eine Kavalierstour ins Ausland geschickt. Nach seiner Rückkehr trat er in die Armee ein. Dort erregte er schnell die Aufmerksamkeit von Großhetman Adam Mikołaj Sieniawski und wurde zum Oberst und dessen Generaladjutant ernannt. Er vermählte sich in erster Ehe mit der Tochter seines früheren Vormundes, Konstancją Bobrownicką, mit der er vier Kinder hatte. Von August dem Starken wurde er zum Stolnik von Krakau ernannt und erhielt gleichzeitig die Starosteien für Podstoła, Drugnia und Wierzbie, alle im Kreis Wiślica, Woiwodschaft Sandomir. Während der Konföderation von Tarnogród war er maßgeblich am Ausgleich mit August dem Starken beteiligt. Seit 1724 war er mehrmals Mitglied des Sejms und ab 1725 Abgeordneter des Krontribunals. 1729 wurde er Kronlagermeister. Als Unterstützer von Stanisław Leszczyński trat er 1733 der Konföderation von Dzików bei und wurde als Gesandter nach Paris geschickt. 1734 war er Marschall der Woiwodschaft Krakau und wurde 1737 Generalleutnant der Kroninfanterie und erhielt ein Infanterieregiment. Nach 1737 trat er mit Elżbieta Urszula Przebendowska erneut in den Stand der Ehe, woraus ein weiteres Kind geboren wurde. Ozarowski war Besitzer von Ożarów, Działoszyce und Chmielnik. Er wurde in Pińczów begraben.